# أوسكار وليامز
أوسكار وليامز (بالإنجليزية: Oscar Williams)‏ هو كاتب وشاعر أمريكي، ولد في 29 ديسمبر 1900 في Letychiv ‏ في أوكرانيا، وتوفي في 10 أكتوبر 1964.

## وصلات خارجية
- أوسكار وليامز على موقع ميوزك برينز (الإنجليزية)